# Garance Clavel
Pour les articles homonymes, voir Clavel.
Garance Clavel, née le 11 avril 1973 à  Paris 14e, est une actrice française.

## Biographie
Fille du peintre Claude Clavel et sœur de la plasticienne Olivia Clavel (du collectif Bazooka), Garance Clavel commence sa carrière dans deux courts métrages en 1993, 14 juillet de Marie Tikova et Tombés du Ciel de Shaïne Cassim.
En 1996, elle est révélée au grand public avec Chacun cherche son chat réalisé par Cédric Klapisch. Elle y incarne Chloé, une Parisienne qui a perdu son chat. Elle obtient pour ce rôle deux nominations en 1997 au César du meilleur espoir féminin et au prix Michel-Simon.
En 2013, elle fait des lectures sur France Culture : Lettre aux morts, de Michael Guinzburg, Les treize morts d’Albert Ayler, Gaza, D’ici là, de Frank Smith, La Coquille, de Mustapha Khalifé, Participe Présent, d'Oscarine Bosquet, Anagrammes des stations de métro..., L'Annulaire de Yōko Ogawa.

## Filmographie

### Cinéma
- 1995 : Montana Blues de Jean-Pierre Bisson
- 1995 : Marie-Louise ou la permission de Manuel Flèche
- 1996 : Chacun cherche son chat de Cédric Klapisch
- 1997 : Touchez pas à ma poule de David Lanzmann
- 1997 : Bancal de David Lanzmann
- 1997 : Il suffirait d'un pont de Solveig Dommartin
- 1999 : C'est pas si compliqué de Xavier de Choudens
- 1999 : Qui plume la lune ? de Christine Carrière
- 1999 : Le Petit Ciel de Jean-Sébastien Lord
- 2001 : HK de Xavier de Choudens
- 2001 : J'ai faim !!! de Florence Quentin : La concierge, Yolande
- 2002 : Une affaire privée de Guillaume Nicloux : Sandrine Pujol
- 2003 : La Petite Fille de Licia Eminenti avec Bertrand Cantat, court métrage
- 2003 : Après vous de Pierre Salvadori : Karine
- 2004 : Tout le plaisir est pour moi d'Isabelle Broué : Félicie
- 2010 : Holiday de Guillaume Nicloux
- 2012 : Erreur 1067 de Philippe Vincent
- 2013 : La Religieuse de Guillaume Nicloux
- 2013 : Dans la cour de Pierre Salvadori
- 2019 : Deux moi de Cédric Klapisch
- 2020 : L'Enfant rêvé de Raphaël Jacoulot
- 2024 : Ma vie, ma gueule de Sophie Fillières : la professeure de poterie

### Télévision
- 1997 : Pardaillan (téléfilm) d'Edouard Niermans
- 2003 : L'Ombre sur le mur (téléfilm) d'Alexis Lecaye

## Théâtre
- 1996 : Les Enfants du paradis, d'après Jacques Prévert, mise en scène de Marcel Maréchal, Théâtre du Rond-Point : Garance
- 1997 : Après la répétition d'Ingmar Bergman, mise en scène de Louis Do de Lencquesaing, Théâtre de la Renaissance, avec Bruno Cremer et Anna Karina
- 2018 : Anéantis, de Sarah Kane, mise en scène de Myriam Muller, Grand Théâtre de la Ville de Luxembourg

## Distinctions

### Nominations
- 1997 : César du meilleur espoir féminin pour Chacun cherche son chat
- 1997 : Prix Michel-Simon pour Chacun cherche son chat
- 1998 : Molière de la révélation théâtrale pour Après la répétition